# Moody/Marsden
Moody/Marsden is een gitaristenduo bestaande uit Micky Moody en Bernie Marsden. Zij werden door ex-Deep Purple-zanger David Coverdale samengebracht in de allereerste bezetting van Whitesnake. Zij bleven er samen spelen van 1978 tot 1982 toen Marsden vervangen werd door Mel Galley. Ook Moody hield het na een jaar voor bekeken bij Whitesnake. Moody verscheen nog één keer naast zijn Whitesnake-broeder bij diens groep SOS waar ze samen het Whitesnake-nummer 'Come On' speelden (te horen op 'Bernie Marsden: Friday Rock Show Sessions' uitgebracht in 1992 bij Raw Fruit).
Zo'n 10 jaar later kwam het gitaristenduo opnieuw samen om 'de blues'. De Moody/Marsden Band was geboren. Hun eerste cd werd 'Never turn our back on the blues' getiteld, ongetwijfeld een sneer naar David Coverdale die na het vertrek van Moody en Marsden de blues inderdaad vergat en meer AOR getinte muziek en versies van oudere nummers maakte. Meer en meer slopen oude Whitesnake-songs in het repertoire van de Moody/Marsden Band (waar op een blauwe maandag Dave Dowle -Whitesnakedrummer van het eerste uur meespeelde). Hun tweede album 'Unplugged - Live in Hell - Norway' werd in 1994 met de eerste cd gebundeld tot een dubbel-cd getiteld 'The time is right for Live'. De derde cd 'Real Faith' werd hermixt heruitgebracht als 'Ozone friendly'. Na 'The night the guitars came to play' volgde een koerswijziging in die zin dat Moody & Marsden als The Snakes opnieuw de Whitesnake-oude-stijl oprichtten, dit toen ze de Coverdale-kloon Jorn Lande in Noorwegen ontdekten. Het verhaal gaat daar verder. Er bestaat ook nog een 'Best of' cd en een 'In concert & Studio out takes' cd.